# 红紫珠
红紫珠（学名：Callicarpa rubella）是马鞭草科紫珠属的植物。分布在泰国、缅甸、印度尼西亚、马来西亚、越南、锡金、印度以及中国大陆的湖南、浙江、广东、四川、云南、安徽、江西、贵州、广西等地，生长于海拔300米至1,900米的地区，多生长在河谷的林中、山坡及灌丛中，目前尚未由人工引种栽培。

## 别名
小红米果（云南） 漆大伯、空壳铁砂子、空壳树（四川） 复生药、对节树（贵州）

## 异名
- Callicarpa rubella Lindl. f. angusata Pei
- Callicarpa rubella Lindl. f. villosa M. Cheng et Z. J. Fang
- Callicarpa rubella Lindl. var. subglabra (Pei) H. T. Chang
- Callicarpa subglabra Pei

## 外部連結
- 紅紫珠, Hongzizhu （页面存档备份，存于） 藥用植物圖像數據庫 (香港浸會大學中醫藥學院) （繁體中文）（英文）